# Bolbbalgan4
Bolbbalgan4 (en hangul, 볼빨간사춘기; romanización revisada, Bolppalgan Sachungi; literalmente, «Rubor Juvenil»), también conocido como Bol4 o Blushing Youth, es un acto musical surcoreano formado por Shofar Music en 2016. Aparecieron en el programa de talentos Superstar K6 en 2014 antes de firmar un contrato con su agencia actual. Originalmente siendo un dúo, su alineación original constaba de Ahn Ji-young y Woo Ji-yoon. Debutaron el 22 de abril de 2016, con el sencillo «Fight Day» del EP Red Ickle. El dúo pasó por un receso temporal durante la primera mitad de 2018 debido a los requisitos de las clases musicales de Ji-Young. El 5 de junio de 2019, el dúo realizó su debut en el mercado discográfico japonés con el lanzamiento del EP Red Planet (Edición Japonesa). El 2 de abril de 2020, Shofar Music anunció que Ji-yoon abandonó el grupo y Ji-young continuó promocionando bajo el nombre «BOL4» como solista.

## Formación
Jiyoung y Jiyoon crecieron ambas en la ciudad de Yeongju, Gyeongsang, y eran compañeras de clase. Desde pequeñas habían soñado con convertirse en cantantes. El nombre de su dúo está basado en el interés en hacer el tipo de música pura y honesta que solo se puede encontrar en la adolescencia. Jiyoon representa la parte blushing («rubor») del nombre porque a menudo ella es tímida, mientras que Jiyoung representa youth («juventud») porque actúa como una adolescente.

## Miembros
- Ahn Ji-Young (Hangul: 안지영) — Voz principal[10]
- Woo Ji-yoon (Hangul: 우지윤) — Guitarra, bajo, rap, coros[11][12]

## Discografía

### Álbumes de estudio
| Red Planet | - Lanzamiento: 29 de agosto de 2016 - Discográfica: Shofar Music - Formatos: CD y descarga digital Lista de canciones \| N.º \| Título \| Duración \| \| \| 1. \| «Galaxy» (우주를 줄게) \| 3:33 \| \| \| 2. \| «Fight Day» (싸운날) \| 3:09 \| \| \| 3. \| «You(=I)» \| 2:49 \| \| \| 4. \| «Mean» (심술) \| 2:37 \| \| \| 5. \| «Hard To Love» (나만 안되는 연애) \| 3:39 \| \| \| 6. \| «Chocolate Drive» (초콜릿) \| 3:10 \| \| \| 7. \| «Freesia» (프리지아) \| 3:06 \| \| \| 8. \| «X Song» \| 3:46 \| \| \| 9. \| «Ring» (반지) \| 2:58 \| \| \| 10. \| «When I Fall In Love» (사랑에 빠졌을 때) \| 3:50 \| \| \| 32:37 \| \| \| \| | 15       | - KOR: 25,646 |
| N.º        | Título | Duración |               |
| 1.         | «Galaxy» (우주를 줄게) | 3:33     |               |
| 2.         | «Fight Day» (싸운날) | 3:09     |               |
| 3.         | «You(=I)» | 2:49     |               |
| 4.         | «Mean» (심술) | 2:37     |               |
| 5.         | «Hard To Love» (나만 안되는 연애) | 3:39     |               |
| 6.         | «Chocolate Drive» (초콜릿) | 3:10     |               |
| 7.         | «Freesia» (프리지아) | 3:06     |               |
| 8.         | «X Song» | 3:46     |               |
| 9.         | «Ring» (반지) | 2:58     |               |
| 10.        | «When I Fall In Love» (사랑에 빠졌을 때) | 3:50     |               |
| 32:37      | |          |               |

### EPs
| N.º   | Título                                       | Duración |  |
| 1.    | «Chocolate» (초콜릿)                         | 3:09     |  |
| 2.    | «Fight Day» (싸운날)                         | 3:09     |  |
| 3.    | «Ring» (반지)                                | 2:57     |  |
| 4.    | «Mean» (심술)                                | 2:38     |  |
| 5.    | «Occasionally» (가끔씩 (우지윤의 보컬 스틸)) | 3:43     |  |
| 15:36 |                                              |          |  |

| N.º   | Título                          | Duración |  |
| 1.    | «Some» (썸탈꺼야)               | 3:01     |  |
| 2.    | «Blue»                          | 3:06     |  |
| 3.    | «Fix Me» (고쳐주세요반지)       | 3:06     |  |
| 4.    | «Imagine» (상상)                | 2:55     |  |
| 5.    | «To My Youth» (나의 사춘기에게) | 3:42     |  |
| 15:50 |                                 |          |  |

| N.º   | Título                            | Duración |  |
| 1.    | «Wind» (바람사람)                 | 3:36     |  |
| 2.    | «Travel» (여행)                   | 3:40     |  |
| 3.    | «Starlight» (야경)                | 3:28     |  |
| 4.    | «Dear. Teddy Bear» (안녕, 곰인형) | 3:22     |  |
| 5.    | «Clip»                            | 3:54     |  |
| 6.    | «Lonely»                          | 3:37     |  |
| 21:37 |                                   |          |  |

| N.º   | Título                          | Duración |  |
| 1.    | «Pícnic» (나들이 갈까)          | 3:04     |  |
| 2.    | «Bom» (나만, 봄)                | 3:37     |  |
| 3.    | «Stars Over Me» (별 보러 갈래?) | 3:20     |  |
| 4.    | «Seattle Alone»                 | 3:34     |  |
| 5.    | «Mermaid»                       | 4:56     |  |
| 18:21 |                                 |          |  |

| N.º   | Título                  | Duración |  |
| 1.    | «Galaxy» (宇宙をあげる) | 3:36     |  |
| 2.    | «好きだと言って»        | 3:24     |  |
| 3.    | «喧嘩した日»            | 3:10     |  |
| 4.    | «You (=I)»              | 2:52     |  |
| 5.    | «Grumpy» (意地悪)       | 2:40     |  |
| 6.    | «私だけダメな恋»        | 3:40     |  |
| 19:22 |                         |          |  |

### Sencillos

#### Como artista principal
| Título                                                                         | Año            | Posicionamiento en listas | Posicionamiento en listas | Ventas           | Certificaciones | Álbum                         |                |
| Título                                                                         | Año            | KOR                       | KOR Hot 100               | Ventas           | Certificaciones | Álbum                         |                |
| Idioma coreano                                                                 | Idioma coreano | Idioma coreano            | Idioma coreano            | Idioma coreano   | Idioma coreano  | Idioma coreano                | Idioma coreano |
| ------------------------------------------------------------------------------ | -------------- | ------------------------- | ------------------------- | ---------------- | --------------- | ----------------------------- | -------------- |
| «Fight Day» (싸운날)                                                           | 2016           | —                         | —                         | - KOR: 16,260    | —               | Red Ickle                     |                |
| «Galaxy» (우주를 줄게)                                                         | 2016           | 2                         | 36                        | - KOR: 2,716,160 | —               | Red Planet                    |                |
| «Hard to Love» (나만 안되는 연애)                                              | 2016           | 12                        | 46                        | - KOR: 2,500,000 | —               | Red Planet                    |                |
| «Tell Me You Love Me» (좋다고 말해)                                            | 2016           | 2                         | 19                        | - KOR: 2,500,000 | —               | Red Planet 'Hidden Track'     |                |
| «Some» (썸 탈꺼야)                                                             | 2017           | 1                         | 1                         | - KOR: 2,500,000 | —               | Red Diary Page.1              |                |
| «To My Youth» (나의 사춘기에게)                                                | 2017           | 3                         | 2                         | - KOR: 884,853   | —               | Red Diary Page.1              |                |
| «Travel» (여행)                                                                | 2018           | 1                         | 1                         | - KOR: 2,500,000 | - KMCA: Platino | Red Diary Page.2              |                |
| «Wind» (바람사람)                                                              | 2018           | 20                        | 36                        | —                | —               | Red Diary Page.2              |                |
| «Dejavu»                                                                       | 2018           | 21                        | 30                        | —                | —               | Red Diary 'Hidden Track'      |                |
| «Bom» (나만, 봄)                                                               | 2019           | 2                         | 4                         | —                | —               | Youth Diary 1: Flower Energy  |                |
| «Stars Over Me» (별 보러 갈래?)                                                | 2019           | 5                         | 10                        | —                | —               | Youth Diary 1: Flower Energy  |                |
| «Mermaid»                                                                      | 2019           | 22                        | 30                        | —                | —               | Youth Diary 1: Flower Energy  |                |
| Idioma japonés                                                                 |                |                           |                           |                  |                 |                               |                |
| «Galaxy» (宇宙をあげる)                                                        | 2019           | —                         | —                         | -                | -               | Red Planet (Edición Japonesa) |                |
| "—" indica obras que no entraron en la lista o no fueron lanzadas en la región |                |                           |                           |                  |                 |                               |                |

#### Colaboraciones
| «Romantic Wish» con Sweden Laundry, Vanilla Acoustic, Kim Ji-soo, Kim Sa-rang, 20 Years Of Age y Letter Flow | 2016 | — | — | —                | Sencillo sin álbum |
| «We Loved» (남이 될 수 있을까) con 20 Years of Age                                                           | 2017 | 1 | 4 | - KOR: 2,500,000 | Sencillo sin álbum |
| «#First Love» (#첫사랑) con Dingo                                                                            | 2018 | 2 | 2 | —                | Sencillo sin álbum |
| "—" indica obras que no entraron en la lista o no fueron lanzadas en la región                               |      |   |   |                  |                    |

#### Como artistas invitadas
| «Lost Without You» (우리집을 못 찾겠군요) Mad Clown con Bolbbalgan4             | 2017 | 5 | 77 | - KOR: 1,012,764 | Love Is a Dog from Hell |
| «Mohae» (모해) San E con Bolbbalgan4                                            | 2017 | 5 | 23 | - KOR: 260,140   | Sencillo sin álbum      |
| «Hurry Up» Sohee con Bolbbalgan4                                                | 2018 | — | —  | -                | Sencillo sin álbum      |
| «Be Your Christmas» 스웨덴 세탁소 (음악 그룹) Sweden Laundry con Bolbbalgan4    | 2018 | — | —  | -                | Be Your Christmas       |
| "—" indica obras que no entraron en la lista o no fueron lanzadas en la región. |      |   |    |                  |                         |

### Bandas Sonoras
| Título                                            | Año  | Posicionamiento en listas | Posicionamiento en listas | Ventas           | Álbum                                           |
| Título                                            | Año  | KOR                       | KOR Hot 100               | Ventas           | Álbum                                           |
| ------------------------------------------------- | ---- | ------------------------- | ------------------------- | ---------------- | ----------------------------------------------- |
| «Hidden Path» (가리워진 길)                       | 2014 | 60                        | —                         | - KOR: 55,979    | Misaeng OST Part 4                              |
| «Dream» (드림)                                    | 2016 | 54                        | —                         | - KOR: 47,657    | Hwarang OST Part 3                              |
| «You and I From the Beginning» (처음부터 너와 나) | 2017 | 3                         | 10                        | - KOR: 2,500,000 | The Emperor: Owner of the Mask OST Parte 2      |
| «My Trouble»                                      | 2018 | 48                        | 52                        | —                | Why: The Real Reason You Got Dumped OST Parte 1 |

### Otras canciones
| Título                                     | Año  | Posicionamiento en listas | Posicionamiento en listas | Ventas           | Álbum                        |
| Título                                     | Año  | KOR                       | KOR Hot 100               | Ventas           | Álbum                        |
| ------------------------------------------ | ---- | ------------------------- | ------------------------- | ---------------- | ---------------------------- |
| «Grumpy» (심술) (versión Red Ickle)        | 2016 | 38                        | 94                        | - KOR: 1,052,943 | Red Ickle                    |
| «You(=I)»                                  | 2016 | 40                        | 74                        | - KOR: 1,371,749 | Red Planet                   |
| «When You Fall in Love» (사랑에 빠졌을 때) | 2016 | 78                        | -                         | - KOR: 66,307    | Red Planet                   |
| «Grumpy» (심술) (versión Red Planet)       | 2016 | 83                        | -                         | - KOR: 69,098    | Red Planet                   |
| «Blue»                                     | 2017 | 5                         | 7                         | - KOR: 757,087   | Red Diary Page.1             |
| «Fix Me» (고쳐주세요)                      | 2017 | 11                        | 11                        | - KOR: 467,335   | Red Diary Page.1             |
| «Imagine» (상상)                           | 2017 | 12                        | 12                        | - KOR: 399,631   | Red Diary Page.1             |
| «Lonely»                                   | 2018 | 24                        | 40                        | -                | Red Diary Page.2             |
| «Starlight» (야경)                         | 2018 | 34                        | 43                        | -                | Red Diary Page.2             |
| «Dear, Teddy Bear» (안녕, 곰인형)          | 2018 | 42                        | 52                        | -                | Red Diary Page.2             |
| «Clip»                                     | 2018 | 65                        | 66                        | -                | Red Diary Page.2             |
| «6 o'clock»                                | 2018 | 80                        | 84                        | -                | Red Diary 'Hidden Track'     |
| «Picnic» (나들이 갈까)                     | 2019 | 31                        | 39                        | -                | Youth Diary 1: Flower Energy |
| «Seattle Alone»                            | 2019 | 43                        | 49                        | -                | Youth Diary 1: Flower Energy |

## Videografía

### Vídeos Musicales
| Añó  | Título                                             | Álbum                        | Director      |
| ---- | -------------------------------------------------- | ---------------------------- | ------------- |
| 2016 | «Fight Day» (싸운날)                               | Red Ickle                    | Zanybros      |
| 2016 | «Galaxy» (우주를 줄게)                             | Red Planet                   | BTS Film      |
| 2016 | «Hard To Love» (나만 안되는 연애)                  | Red Planet                   | Zanybros      |
| 2016 | «Tell Me You Love Me» (좋다고 말해)                | Sencillo sin álbum           | VFAR          |
| 2017 | «We Loved» (남이 될 수 있을까) con 20 Years of Age | Sencillo sin álbum           | BTS Film      |
| 2017 | «Blue»                                             | Red Diary Page.1             | ALOHA MAN     |
| 2017 | «Imagine» (상상)                                   | Red Diary Page.1             | ALOHA MAN     |
| 2017 | «Some» (썸 탈꺼야)                                 | Red Diary Page.1             | Mustache Film |
| 2017 | «Fix Me» (고쳐주세요)                              | Red Diary Page.1             |               |
| 2018 | «Travel» (여행)                                    | Red Diary Page.2             | Zanybros      |
| 2018 | «Starlight» (야경)                                 | Red Diary Page.2             | Zanybros      |
| 2018 | «Wind» (바람사람)                                  | Red Diary Page.2             | Zanybros      |
| 2019 | Bom (나만, 봄)                                     | Youth Diary 1: Flower Energy |               |
| 2019 | Stars Over Me (별 보러 갈래?)                      | Youth Diary 1: Flower Energy |               |

## Premios y nominaciones

### Asia Artist Awards
| Año  | Trabajo     | Categoría                                  | Resultado |
| ---- | ----------- | ------------------------------------------ | --------- |
| 2017 | Bolbbalgan4 | Premio al Mejor Artista (Categoría Música) | Ganador   |

### Korean Music Awards
| Año  | Trabajo                | Categoría             | Resultado |
| ---- | ---------------------- | --------------------- | --------- |
| 2017 | Bolbbalgan4            | Nuevo Artista del Año | Nominado  |
| 2017 | «Galaxy» (우주를 줄게) | Canción del año       | Ganador   |
| 2017 | «Galaxy» (우주를 줄게) | Mejor Canción Pop     | Nominado  |

### Golden Disk Awards
| Año  | Trabajo                             | Categoría                            | Resultado |
| ---- | ----------------------------------- | ------------------------------------ | --------- |
| 2017 | Bolbbalgan4                         | Nuevo Artista del Año                | Ganador   |
| 2017 | Bolbbalgan4                         | Premio de la Popularidad             | Nominado  |
| 2017 | Bolbbalgan4                         | Asian Choice Premio a la Popularidad | Nominado  |
| 2018 | «Tell Me You Love Me» (좋다고 말해) | Daesang Digital                      | Nominado  |
| 2018 | «Tell Me You Love Me» (좋다고 말해) | Bonsang Digital                      | Ganador   |
| 2018 | Bolbbalgan4                         | Premio a la Popularidad Global       | Nominado  |

### Gaon Chart Music Awards
| Año  | Trabajo                                            | Categoría                    | Resultado |
| ---- | -------------------------------------------------- | ---------------------------- | --------- |
| 2017 | «Tell Me You Love Me» (좋다고 말해)                | Canción del Año – diciembre  | Nominado  |
| 2017 | Bolbbalgan4                                        | Descubrimiento Indie del Año | Ganador   |
| 2018 | «We Loved» (남이 될 수 있을까) con 20 Years of Age | Canción del Año – junio      | Nominado  |
| 2018 | «Some» (썸 탈꺼야)                                 | Canción del Año – septiembre | Nominado  |
| 2019 | «#First Love» (#첫사랑) con Dingo                  | Canción del Año – enero      | Nominado  |
| 2019 | «Travel» (여행)                                    | Canción del Año – mayo       | Ganador   |

### Melon Music Awards
| Año  | Trabajo                                                             | Categoría             | Resultado |
| ---- | ------------------------------------------------------------------- | --------------------- | --------- |
| 2016 | Bolbbalgan4                                                         | Mejor Artista Nuevo   | Nominado  |
| 2016 | «Galaxy» (우주를 줄게)                                              | Mejor Indie           | Ganador   |
| 2017 | «Tell Me You Love Me» (좋다고 말해)                                 | Canción del Año       | Nominado  |
| 2017 | Red Diary Page.1                                                    | Álbum del Año         | Nominado  |
| 2017 | Bolbbalgan4                                                         | Artista del Año       | Nominado  |
| 2017 | Bolbbalgan4                                                         | Top 10 Artistas       | Ganador   |
| 2017 | Bolbbalgan4                                                         | Premio Kakao Hot Star | Nominado  |
| 2017 | «Lost Without You» (우리집을 못 찾겠군요) Mad Clown con Bolbbalgan4 | Mejor Rap/Hip-Hop     | Nominado  |
| 2017 | «You and I From the Beginning» (처음부터 너와 나)                   | Mejor OST             | Nominado  |
| 2018 | «Travel» (여행)                                                     | Canción del Año       | Nominado  |
| 2018 | Red Diary Page.2                                                    | Álbum del Año         | Nominado  |
| 2018 | Bolbbalgan4                                                         | Artista del Año       | Nominado  |
| 2018 | Bolbbalgan4                                                         | Top 10 Artistas       | Ganador   |

### MBC Plus X Genie Music Awards
| Año  | Trabajo          | Categoría                           | Resultado |
| ---- | ---------------- | ----------------------------------- | --------- |
| 2018 | Bolbbalgan4      | Artista Más Vendido del Año         | Nominado  |
| 2018 | Red Diary Page.2 | Álbum Digital del Año               | Nominado  |
| 2018 | «Travel» (여행)  | Canción del Año                     | Nominado  |
| 2018 | «Travel» (여행)  | Tema Vocal (Femenino)               | Nominado  |
| 2018 | Bolbbalgan4      | Genie Music Premio a la Popularidad | Nominado  |

### Mnet Asian Music Awards
| Año  | Trabajo                                           | Categoría                          | Resultado |
| ---- | ------------------------------------------------- | ---------------------------------- | --------- |
| 2016 | Bolbbalgan4                                       | Artista del Año                    | Nominado  |
| 2016 | Bolbbalgan4                                       | Mejor Nueva Artista Femenina       | Nominado  |
| 2017 | Bolbbalgan4                                       | Artista del Año                    | Nominado  |
| 2017 | «Tell Me You Love Me» (좋다고 말해)               | Canción del Año                    | Nominado  |
| 2017 | «Tell Me You Love Me» (좋다고 말해)               | Mejor Interpretación Vocal - Grupo | Ganador   |
| 2017 | «You and I From the Beginning» (처음부터 너와 나) | Mejor OST                          | Nominado  |
| 2018 | «Travel» (여행)                                   | Canción del Año                    | Nominado  |
| 2018 | «Travel» (여행)                                   | Mejor Interpretación Vocal - Grupo | Nominado  |

### Seoul Music Awards
| Año  | Trabajo     | Categoría               | Resultado |
| ---- | ----------- | ----------------------- | --------- |
| 2018 | Bolbbalgan4 | Premio Daesang          | Nominado  |
| 2018 | Bolbbalgan4 | Premio Bonsang          | Ganador   |
| 2018 | Bolbbalgan4 | Premio a la Popularidad | Nominado  |
| 2018 | Bolbbalgan4 | Premio Hallyu Especial  | Nominado  |

### Soribada Best K-Music Awards
| Año  | Trabajo     | Categoría                          | Resultado |
| ---- | ----------- | ---------------------------------- | --------- |
| 2018 | Bolbbalgan4 | Premio Bonsang                     | Ganador   |
| 2018 | Bolbbalgan4 | Premio a la Popularidad (Femenino) | Nominado  |